# Симфонический оркестр Четырёх городов
Симфонический оркестр Четырёх городов (англ. Quad City Symphony Orchestra) — американский симфонический оркестр, базирующийся в городе Давенпорт (штат Айова), входящем в агломерацию «Четыре города» (англ. Quad City). До 1985 г. назывался Симфоническим оркестром Трёх городов (англ. Tri-City Symphony), поскольку первоначально агломерация считалась состоящей из трёх основных населённых пунктов.
Постоянно действующий оркестр был основан в Трёх городах в 1916 году и дал первый концерт, включавший произведения Франца Шуберта, Рихарда Вагнера, Камиля Сен-Санса и Петра Чайковского, 29 мая перед аудиторией из 1200 слушателей; официальный сайт оркестра, однако, указывает в качестве года основания коллектива 1905 год. С трудом пережив Великую депрессию, оркестр возродился к новой жизни в конце 1930-х гг., когда в качестве приглашённых солистов с ним выступили, в частности, Яша Хейфец и Робер Казадезюс.
Наибольший вклад в становление оркестра как профессионального коллектива внёс дирижёр Джеймс Диксон, возглавлявший его в 1965—1994 гг.
С 1958 года при оркестре существует также молодёжный оркестр.

## Руководители оркестра
- Людвиг Беккер (1916—1933)
- Фрэнк Кендри (1934—1936)
- Фрэнк Лэрд Уоллер (1936—1937)
- Оскар Андерсон (1938—1949)
- Гарри Джон Браун (1949—1954)
- Чарльз Джиганте (1956—1965)
- Пьеро Беллуджи[англ.] (1954—1956)
- Джеймс Диксон (1965—1994)
- Ким Аллен Клюге (1994—1997)
- Доналд Шлейхер (1999—2007)
- Марк Рассел Смит (с 2008 г.)